# Mihail Vrubel
Mihail Aleksandrovici Vrubel (în rusă Михаил Александрович Врубель; n. 17 martie 1856, Omsk, Imperiul Rus - d. 14 aprilie 1910, Sankt Petersburg, Imperiul Rus) a fost un pictor, ceramist, ilustrator de carte, decorator de teatru și creator de costume rus, al cărui stil s-a situat între mișcarea simbolistă rusă și Art Nouveau. În realitate, el s-a distanțat de tendințele artei contemporane timpului său și a rămas tributar, prin maniera în care a creat, picturii bizantine și Renașterii.

## Copilăria, studiile
Mihail Vrubel s-a născut în orașul rus Omsk în familia unui avocat militar. Tatăl său s-a născut într-o familie de origine poloneză și mama de origine daneză a murit când el a împlinit vârsta de trei ani. Deși, Mihail a absolvit Facutatea de Drept din Sankt Petersburg în anul 1880, tatăl i-a recunoscut talentul pe care-l avea pentru artele plastice și a încercat să-i asigure o educație în acest sens. În anul 1881, Mihail a intrat la Academia Imperială de Arte din Sankt Petersburg unde l-a avut ca profesor pe Pavel Chistyakov. De la primele lucrări pe care le-a făcut s-a văzut marele talent pe care-l avea pentru desen precum și un stil neobișnuit și excentric. Mihail Vrubel a dezvoltat mai târziu în cariera sa, o înclinație pentru compozițiile caracterizate ca fiind fragmentare și neterminate.
În anul 1884 a fost desemnat pentru a executa lucrările de restaurare a picturilor murale și a mozaicurilor bisericii din Mănăstirea Sfântul Chiril din Kiev. Pentru a putea realiza această provocare, artistul a plecat la Veneția pentru ca să studieze arta creștină medievală. Cele mai multe pânze pictate la Veneția s-au pierdut pentru că el era mai preocupat de actul de creație decât de valorificarea financiară a propriilor tablouri. Un istoric de artă a menționat că la Veneția paleta lui cromatică a dobândit noi tonuri puternic saturate, a căror efect semăna cu irizarea luminoasă a pietrelor prețioase.
Mihail Vrubel a revenit la Kiev în anul 1886 și a prezentat mai multe modele pentru Catedrala Sfântul Volodimir nou construită la Kiev. Comisia întrunită pentru desemnarea unui executant al lucrărilor nu a reușit să aprecieze noutatea proiectelor pe care Mihail Vrubel le-a prezentat, drept pentru care acesta nu a fost acceptat pentru realizarea interiorului catedralei. Tot în această perioadă, artistul a făcut unele ilustrații pentru Hamlet și Ana Karenina, ilustrații care au foarte puține elemente în comun cu tematica profeților de mai târziu și a seriei denumită Demon. În anul 1905, el a creat mozaicurile hotelului Metropol din Moscova care are ca piesă centrală a fațadei panoul intitulat Prințesa din vis.

## Succesul
Mihail Vrubel a realizat o mulțime de schițe, acuarele și picturi, multe dintre ele regăsindu-se în ilustrațiile de carte pentru poemul Demonul sl lui Mihail Lermontov. Poemul lui Lermontov a descris pasiunea carnală a unui spirit nihilist etern  pentru Tamara, o fată georgiană. În acea perioadă Vrubel a manifestat un interes deosebit pentru artele orientale, în special pentru covoarele persane a căror textură a încercat să o transpună în creațiile sale.
În anul 1890 Vrubel s-a mutat la Moscova unde a realizat cele mai bune inovații în arta plastică. Ca mulți artiști care au urmat canoanele Art Nouveau-ului, el nu a excelat doar în pictură, ci a fost preocupat de relația dintre industrie și artă și a activat febril în artele aplicate cum sunt ceramica, majolícă, vitralii, măști arhitecturale, decoruri de teatru și creație de costume.

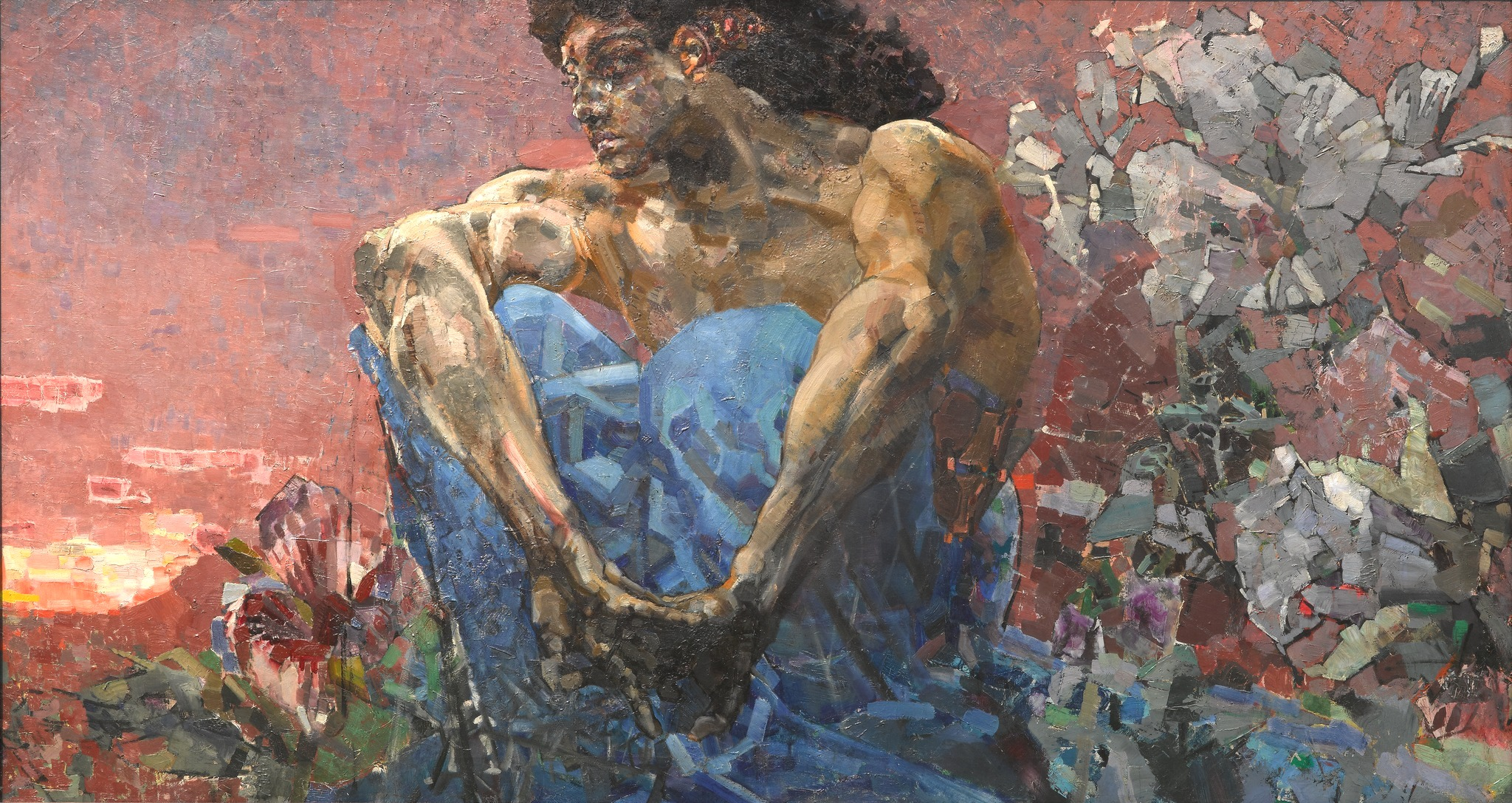
Demon așezat, 1890.
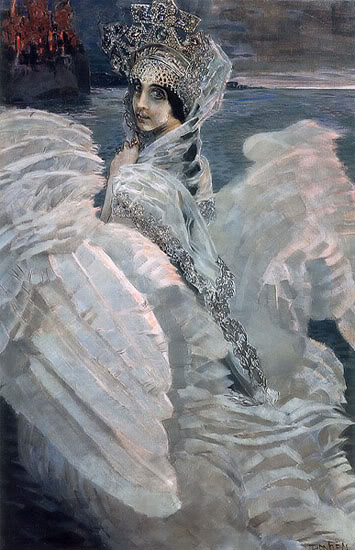
Prințesa lebădă, 1900.
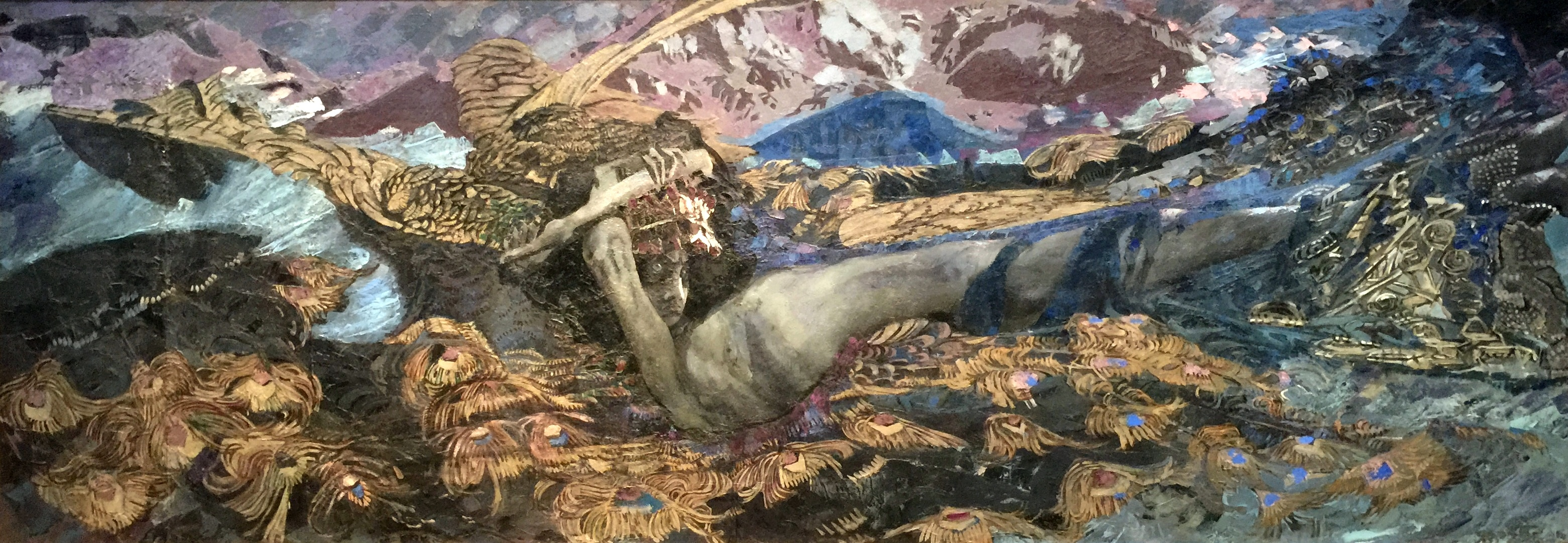
Demon căzut la pământ, 1902

Pictura cea mai importantă care i-a adus celebritatea a fost executată în anul 1890 și s-a numit Demon așezat. Critica de artă l-a acuzat de o urâțenie sălbatică în înfățișarea personajului reprezentat, în timp de Savva Mamontov, mecena al artelor, i-a lăudat seria Demonii ca fiind simfoniile fascinante ale unui geniu. Ca urmare acesta, i-a comandat mai multe lucrări decorativiste cu care a și-a împodobit casa sa și a prietenilor. Din păcate, astăzi seria Demon ca și alte creații ale lui Vrubel, nu mai arată așa cum erau ele atunci când au fost pictate. Artistul a adăugat bronz - care în timp s-a deteriorat (oxidat) - în culorile cu care a pictat pentru a obține în final o strălucire de pulbere, cu efectele de lumină pe care și le-a dorit.
În timpul anului 1896, a cunoscut-o pe celebra cântăreață de operă Nadejda Zabela și după o jumătate de an mai târziu s-au căsătorit și s-au stabilit la Moscova unde Mamontov l-a invitat să lucreze în cadrul teatrului pe care-l patrona. Aici, Vrubel a creat o serie de decoruri pentru scenă și costume pentru soția sa care a interpretat operele lui Rimski-Korsakov.

## Perioada Abramțevo
Mihail Vrubel nu a fost doar pictor, el a fost un maestru creator al obiectelor din faianță din epoca Renașterii italiene denumite majolícă. Astfel, el a creat o friză majolică pentru Hotelul Metropol din Moscova. Pictorul a făcut parte din cercul de artiști care se întâlneau în tabăra de creație de la Abramțevo, grup de artiști al căror scop era definirea unei opere de artă universală. Vrubel a realizat de asemenea și unele proiecte de arhitectură, așa cum a fost proiectul casei lui Mamontov din Moscova.

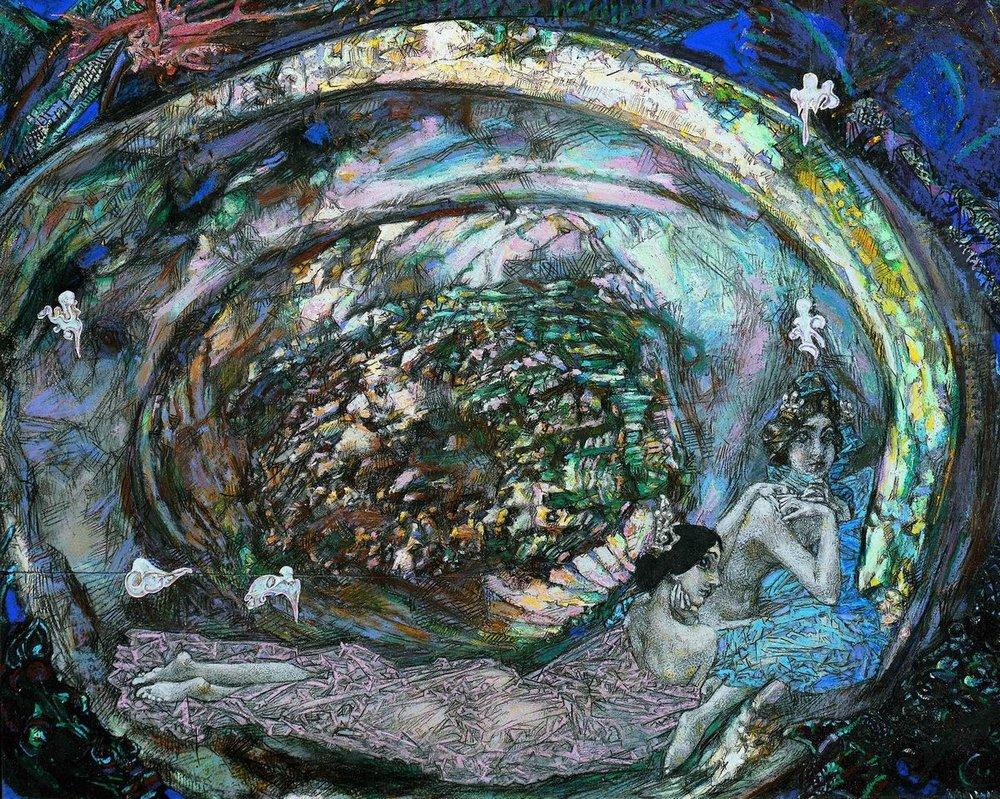
Scoica de mărgăritar, 1904
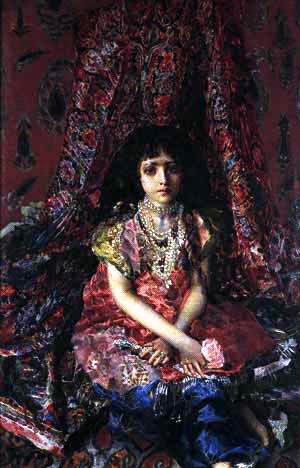
Fată pe un covor persan
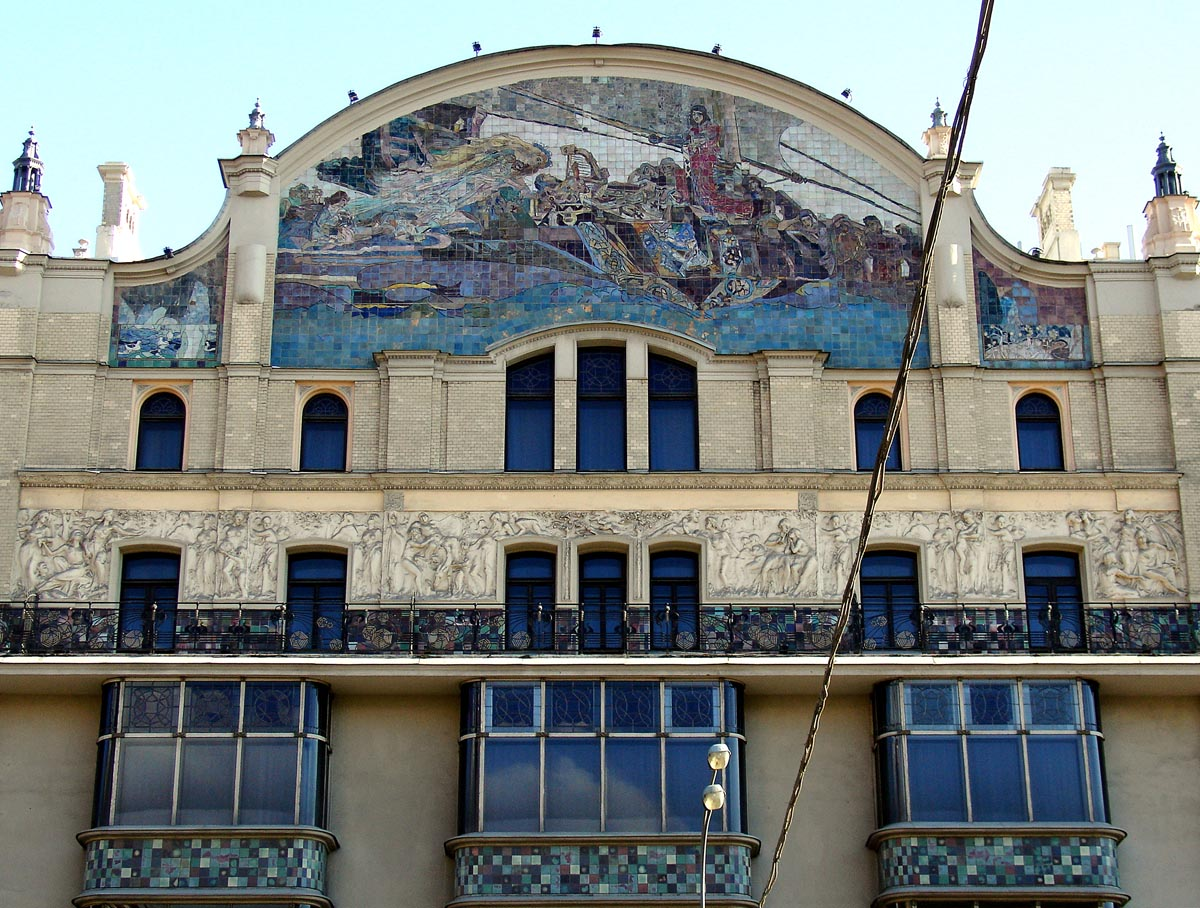
Printesa din vis, Frontonul hotelului Metropol, Moscova
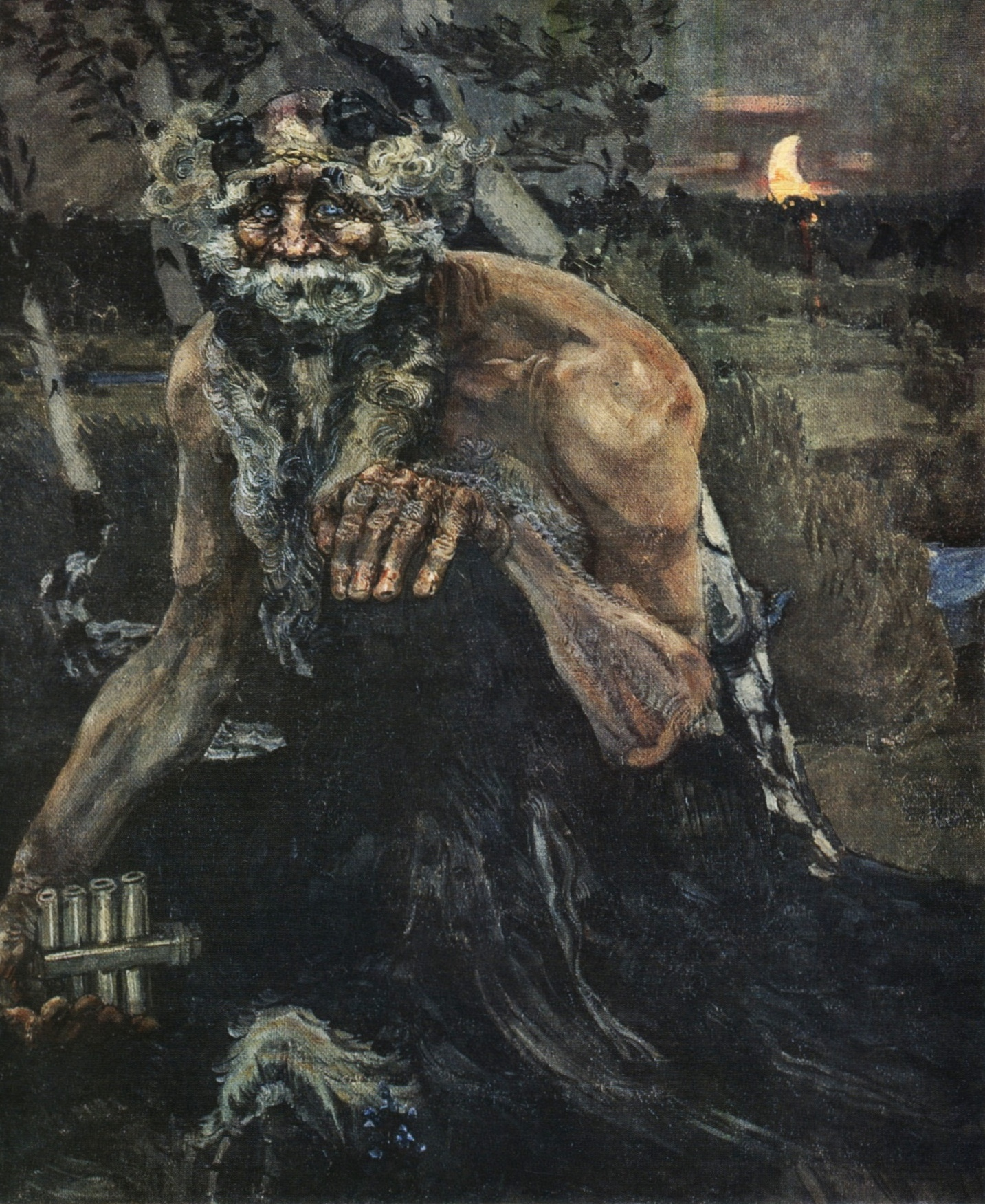
Pan
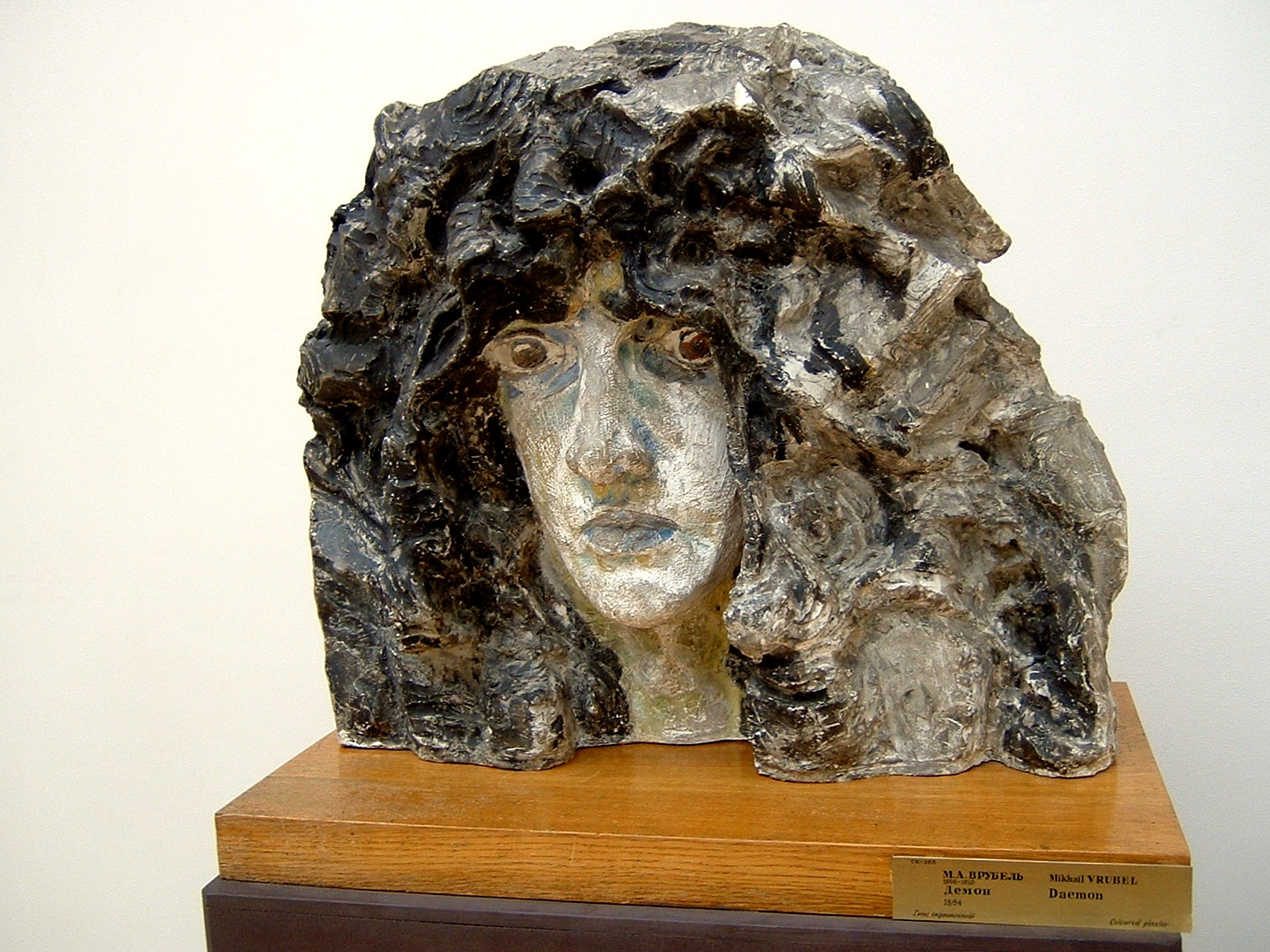
Demon - ceramică 1894

## Declinul

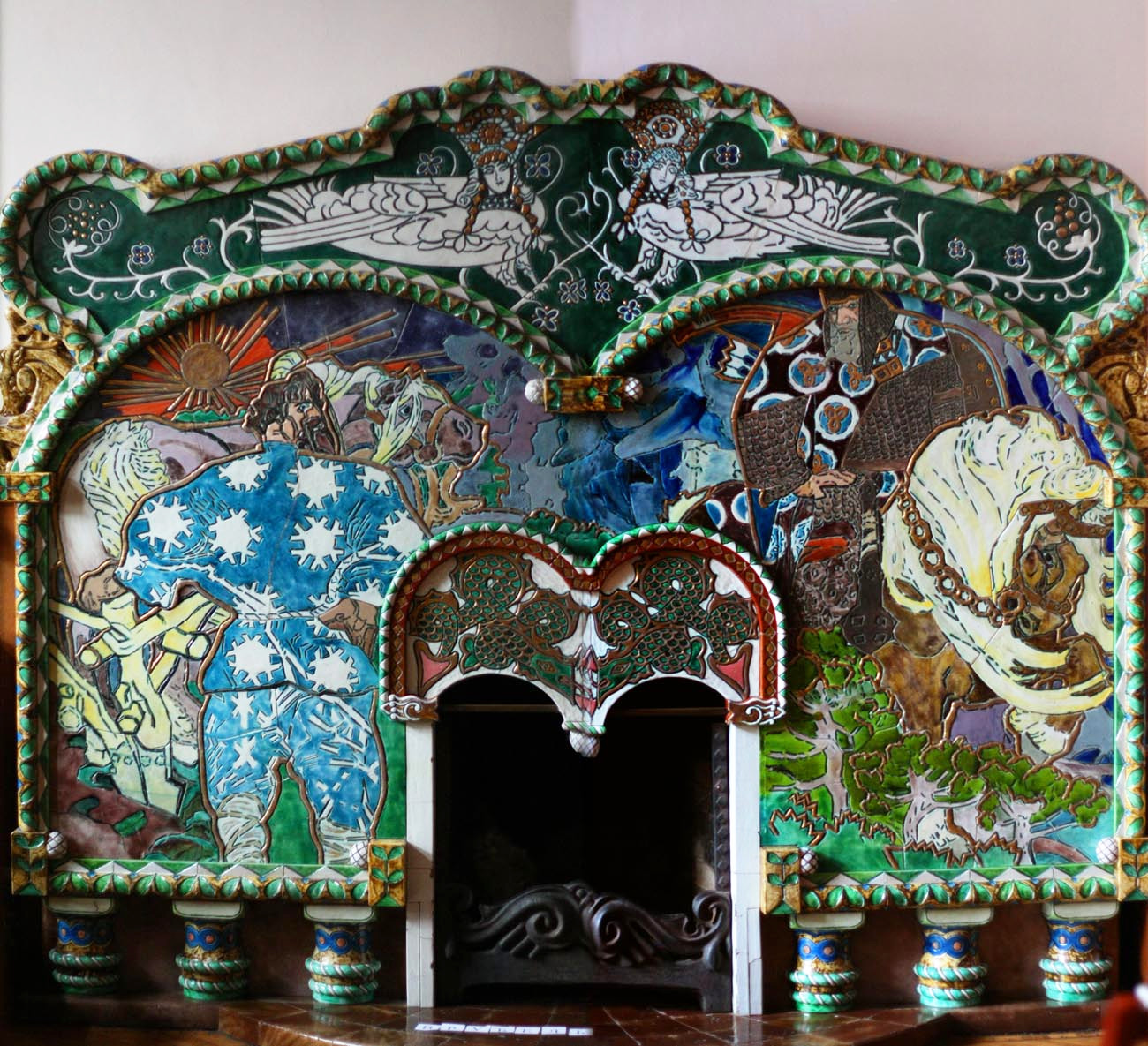
Panou decorativ din faianță renascentistă (majolică) pentru șemineu, care înfățișează pe eroii Mikula Selianinovici și Volga Sviatoslavici

În anul 1901, Mihail Vrubel a revenit la tematica demonilor și a pictat o mare compoziție intitulată Demon căzut la pământ. Urmărind să șocheze publicul, el a repictat numeroase replici în care a evidențiat figura amenințătoare a demonului. Ca urmare, artistul a suferit o puternică cădere nervoasă și a fost internat într-o clinică de boli mintale. Boala psihică a lui Vrubel a fost agravată și de sifilis. În spitalul de nebuni a pictat compoziția mistică intitulată Scoica de mărgăritar (1904) și variații pe tematica poemului Profetul al lui Aleksandr Pușkin. În anul 1906, Vrubel copleșit de nebunie și de sifilisul care l-a dus în pragul orbirii, a renunțat să mai picteze. A murit în data de 14 aprilie 1910.